# Bolsa de Roma
La Bolsa de Roma (en italiano: Borsa di Roma) fue fundada el 24 de diciembre de 1802, y fue la tercera de Italia en orden cronológico tras la de Venecia (1630) y la de Trieste (1775) y la segunda plaza financiera por importancia tras la Bolsa de Milán durante todo el siglo XX.

## Historia
La bolsa de valores de Roma se fundó en 1802 en el Estado Pontificio y su primera sede fue el Archiginnasio della Sapienza. Las contrataciones eran modestas y los operadores del mercado eran en su mayoría banqueros, en número muy escaso, hasta el punto de que diez años después de su inauguración, en el 1812, solo estaban inscritas diecinueve personas.
En la década siguiente, las actividades se trasladaron al Palazzo Valentini para pasar posteriormente, en 1831, al interior del Templo de Adriano. En 1832 la Cámara de Comercio de Roma redactó un plan de desarrollo que preveía la institución de una comisión para vigilar las operaciones de cambio y bolsa. En septiembre de 1836 la misma Cámara de Comercio puso en práctica una nueva regulación para la Bolsa en la que se introducía la figura del deputato di borsa ("diputado de bolsa"), una persona que tenía la función de presidir las sesiones y vigilar su desarrollo.
Después de 1870, con la integración de Roma en nuevo Reino de Italia, la Bolsa inició un proceso de adaptación y acercamiento a las regulaciones de comercio y mediación ya adoptadas en todas las otras bolsas de valores presentes en la península itálica. En 1925 había 39 agentes de cambio en la bolsa, número que aumentó al máximo de setenta en 1969.
La plaza romana se especializó en el curso del siglo XX en la contratación de títulos de deuda pública y de acciones de empresas que cotizan en la Bolsa. Un estudio encargado en 1976 por el Senado Italiano llegó a la conclusión de que en la Bolsa de Roma se contrataban el 12% de las acciones y el 17,2% de los títulos de deuda pública de todo el país.
En 1991 se aprobó la reforma de la Bolsa, que entre varias innovaciones introdujo las transacciones telemáticas y la definitiva abolición del mercado a gritos en 1994 y la fusión, en 1997, de todas las bolsas de valores italianas en una sola empresa privada, Borsa Italiana, con sede en Milán.